# Yearsley
Yearsley – wieś w Anglii, w hrabstwie North Yorkshire, w dystrykcie (unitary authority) North Yorkshire. Leży 23 km na północ od miasta York i 302 km na północ od Londynu.